# 존 루퍼트 퍼스
존 루퍼트 퍼스 (John Rupert Firth; 1890년 6월 17일, 요크셔 키슬리(Keighley) ~ 1960년 12월 14일, 웨스트서식스 린드필드) 또는 J. R. 퍼스는 영국의 언어학자이며 1950년대 영국 언어학계의 주도적 인물이다. 그는 1919년~1928년에 펀자브 대학교의 영어학 교수였다. 이후 그는 유니버시티 칼리지 런던 음성학과에서 근무하다가, 동양 아프리카 연구 학원(SOAS)에서 일반언어학 교수가 되며 이 직위는 그가 1956년 은퇴할 때까지 유지된다.

## 언어학에 대한 기여
그가 음소 개념을 희생하면서까지 강조한 그의 운율 연구는 이후 나타날 자립분절음운론을 예시한다. 퍼스는 '상황적 맥락'이라는 개념으로 의미의 맥락 의존적 본성에 주목을 이끌어낸 것으로 유명하며, 그의 연어적 의미에 대한 연구는 분포의미론 분야에서 널리 인정 받고 있다. 그는 특히 다음과 같은 명언으로 유명하다.
 You shall know a word by the company it keeps

 
단어가 곁에 두는 친구를 보면 그 단어를 알 수 있다
 — (Firth, J. R. 1957:11)
퍼스는 언어학에 대한 특정한 견해를 전개했고, 이는 ‘퍼스적(Firthian)’이라는 단어를 만들어냈다. 이 견해의 핵심은 ‘다체계주의(polysystematism)’다. 데이비드 크리스털은 이를 다음과 같이 서술한다.
언어의 패턴이 분석적 원리와 범주들로 이루어진 단일한 체계로 설명될 수 없으며 ... 주어진 서술의 수준에서 서로 다른 체계가 서로 다른 위치에 수립될 필요가 있다는 관점에 기반한 언어학적 분석에 대한 접근
그의 접근은 브로니스와프 말리노프스키의 인류학적 의미론이 취하던 접근의 재개이자 기호학적 인류학의 전조로 간주할 수 있다. 의미론에 대한 인류학적 접근은 의미론적 접근 방식의 세 가지 주요 유형인, 언어학적 의미론과 논리학적 의미론, 일반 의미론에 대한 대안이다. 다른 독립적인 접근으로는 철학적 의미론과 심리학적 의미론이 있다.

## 런던 학파
런던 대학교에서 20년 넘게 가르치면서, 퍼스는 영국 언어학자들의 한 세대에 영향을 미쳤다. 그의 관점들이 당대 사람들 사이에서 누린 인기는 언어학의 '런던 학파'라고 불리는 집단을 형성했다. 퍼스의 학생 중에서 소위 신퍼스주의자(neo-Firthian)의 대표적인 예시는 마이클 할리데이로, 1965년에서 1971년까지 런던 대학교에서 일반언어학 교수로 일했다.
퍼스는 훗날 유명한 언어학자가 될 그의 제자들에게 아프리카와 동양 언어를 연구하도록 권했다. T. F. 미첼은 아랍어와 베르베르어파를 연구했고, 프랭크 R. 파머는 티그레어 등 에티오피아 언어들을, 마이클 할리데이는 중국어를 연구했다. 퍼스의 제자들 중 모어가 영어가 아닌 이들도 그와 함께 연구하며 퍼스의 운율 분석 이론을 풍부하게 해 주었다. 영향력 있는 그의 제자들로는 아랍어학자 이브라힘 아니스, 탐맘 핫산, 카말 바시르 등이 있다. 퍼스는 그의 제자들이 셈어파 언어들과 동양 언어들을 연구한 결과로부터 많은 통찰을 얻었고, 그 때문에 음운론과 형태론의 선형적 분석에서 크게 벗어나서 신태그마와 패러다임에 보다 초점을 둔 분석으로 옮겨가게 되었다. 이러한 분석에서는 음소적 단위들(음에 대응)이 속한 층위와 운율적 층위(비음화, 연구개음화 따위의 자질에 대응)을 구분하는 것이 중요하다. 음운론의 역사에 대해 잘 알지 못하는 언어학자들이 자주 놓치는 사실이지만, 그의 운율적 분석은 자립분절음운론으로 가는 길을 놓았다.

## 주요 저작
- Speech (1930) London: Benn's Sixpenny Library.
- The Tongues of Men (1937) London: Watts & Co.
- Papers in Linguistics 1934–1951 (1957) London: Oxford University Press.
- A synopsis of linguistic theory 1930-1955 (1957), in Firth, editor, Studies in Linguistic Analysis, Special volume of the Philological Society, chapter 1, pages 1-32, Oxford: Blackwell.

## 같이 보기
- 음성상징소
- 체계기능언어학